# Zielonki (gemeente)
De gemeente Zielonki is een landgemeente in het Poolse woiwodschap Klein-Polen, in powiat Krakowski.
De zetel van de gemeente is in Zielonki.
Op 30 juni 2004 telde de gemeente 15 408 inwoners.

## Oppervlakte gegevens
In 2002 bedroeg de totale oppervlakte van gemeente Zielonki 48,4 km², waarvan:
- agrarisch gebied: 85%
- bossen: 1%

De gemeente beslaat 3,94% van de totale oppervlakte van de powiat.

## Demografie
Stand op 30 juni 2004:
| Omschrijving                   | Totaal | Totaal | Vrouwen | Vrouwen | Mannen | Mannen |
| ------------------------------ | ------ | ------ | ------- | ------- | ------ | ------ |
| eenheid                        | aantal | %      | aantal  | %       | aantal | %      |
| inwoners                       | 15 408 | 100    | 7869    | 51,1    | 7539   | 48,9   |
| bevolkingsdichtheid (inw./km²) | 318,3  | 318,3  | 162,6   | 162,6   | 155,8  | 155,8  |

In 2002 bedroeg het gemiddelde inkomen per inwoner 1138,89 zł.

## Administratieve plaatsen (sołectwo)
Batowice, Bibice, Bosutów-Boleń, Brzozówka, Dziekanowice, Garlica Duchowna, Garlica Murowana, Garliczka, Grębynice, Januszowice, Korzkiew, Osiedle Łokietka, Owczary, Pękowice, Przybysławice, Trojanowice, Węgrzce, Wola Zachariaszowska, Zielonki.

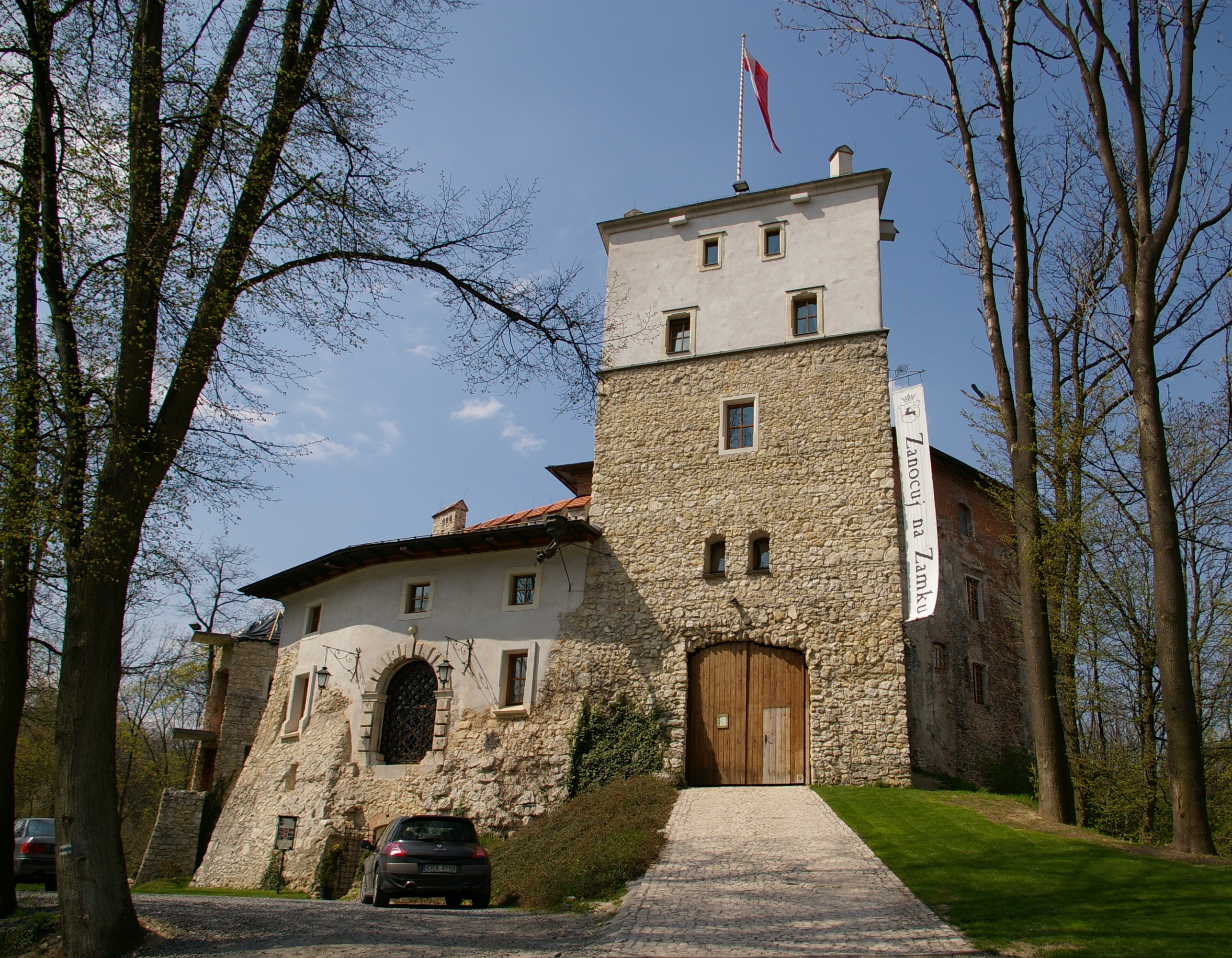
Kasteel in Korzkiew
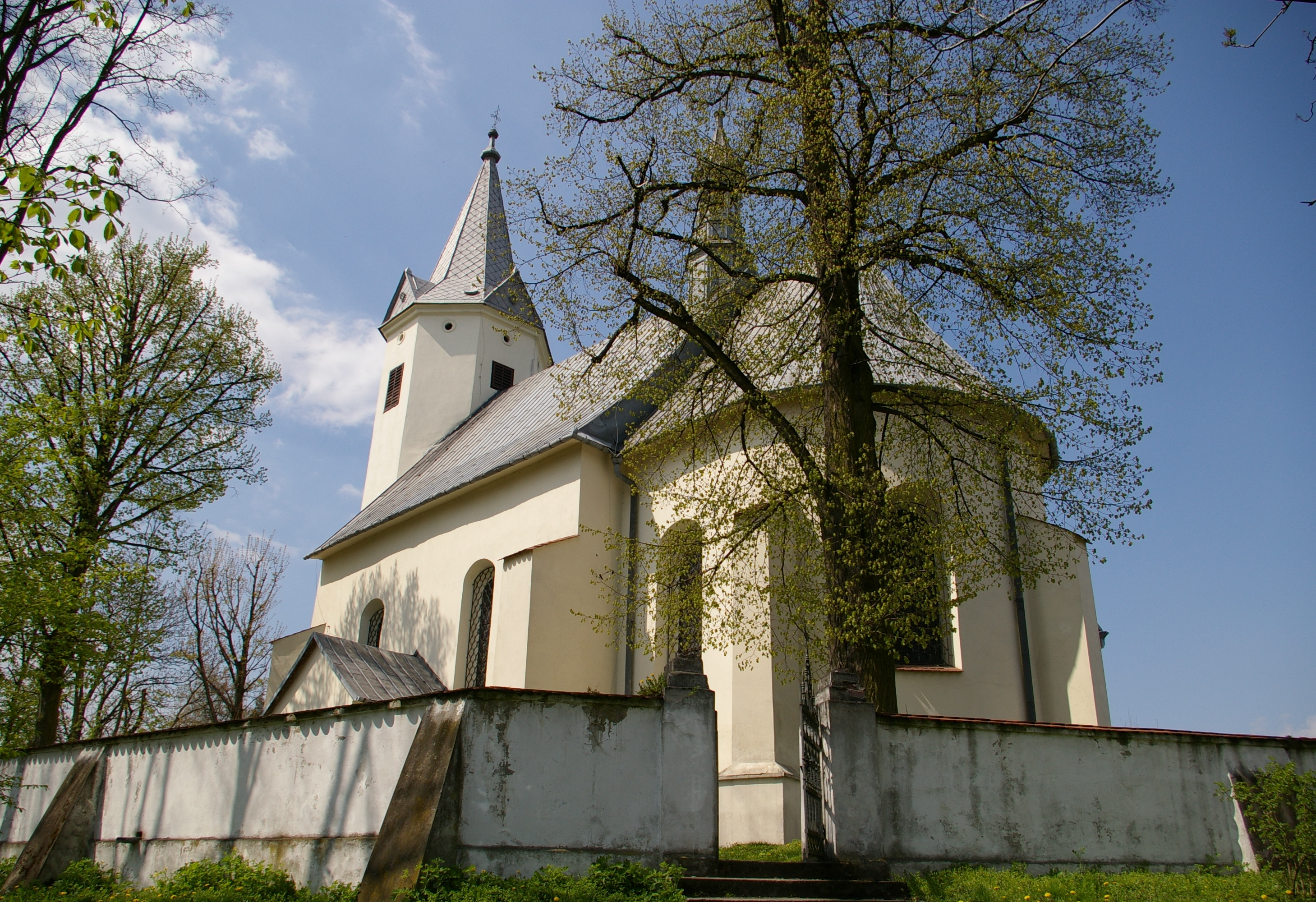
Kerk van Korzkiew

## Aangrenzende gemeenten
Iwanowice, Kraków, Michałowice, Skała, Wielka Wieś